# Luciano Floridi
Luciano Floridi (Róma, 1964. november 16. –), olasz filozófus és logikus, Oxfordban a St Cross College Fellow-ja lett.

## Főbb művei
- Augmented Intelligence – A Guide to IT for Philosophers. (in Italian) Rome: Armando, 1996.
- Scepticism and the Foundation of Epistemology – A Study in the Metalogical Fallacies. Leiden: Brill, 1996.
- Internet – An Epistemological Essay. (in Italian and in French) Milan: Il Saggiatore, 1997.
- Philosophy and Computing: An Introduction. London/New York: Routledge, 1999.
- Sextus Empiricus, The Recovery and Transmission of Pyrrhonism. Oxford: Oxford University Press, 2002.
- The Blackwell Guide to the Philosophy of Computing and Information. (editor) Oxford: Blackwell, 2003.

## iPod and Videos
- Relevant Information, the SIRLS/Thomson Scientific ISI Samuel Lazarow Memorial lecture, University of Arizona, USA, February 8 2007. View the Presentation while you listen to the podcast. Download Lecture (MP3, 52MB). Download Question and Answer Session following the Lecture (MP3, 39MB). Quicktime Streaming Video (requires the Quicktime Plug-in, broadband recommended). Windows Video (.wmv format, requires IE and Media Player version 9 or higher for streaming). iPod Compatible (.m4v, 375MB, download only).
- A Look into the Future of ICT North American Computing and Philosophy Conference, August 10-12 2006, Rensselaer Polytechnic Institute, USA.
- Where are we in the philosophy of information?, June 21 2006, University of Bergen, Norway.
- The Logic of Information Archiválva 2008. február 6-i dátummal a Wayback Machine-ben, presentation Archiválva 2009. szeptember 16-i dátummal a Wayback Machine-ben, discussion Archiválva 2009. szeptember 16-i dátummal a Wayback Machine-ben, Télé-université (Université du Québec), 11 May 2005, Montréal, Canada.
- From Augmented Intelligence to Augmented Responsibility[halott link], North American Computing and Philosophy Conference, January 24 2002, Oregon State University, USA.
- Artificial Evil and the Foundation of Computer Ethics, presentation, discussion, CEPE2000 Computer Ethics: Philosophical Enquiry Archiválva 2008. július 25-i dátummal a Wayback Machine-ben, July 14-16, 2000, Dartmouth Főiskola, USA.